# Ulnarabduktion
Als Ulnarabduktion wird eine Bewegung der Hand oder der Finger bezeichnet, bei der die Hand oder die Finger in Richtung der Elle (Ulna), das heißt zur Kleinfingerseite abgeknickt werden (→ Abduktion). Die der Ulnarabduktion entgegengesetzte Bewegung ist die Radialabduktion.
An der im Handwurzelgelenk ausgeführten Ulnarabduktion sind verschiedene Muskeln beteiligt:
- Musculus extensor carpi ulnaris
- Musculus flexor carpi ulnaris
- Musculus extensor digiti minimi